# Ole Bjørn
Ole Bjørn (født 4. april 1938) er en dansk jurist, der er tidligere professor i skatteret og dekan ved Det Samfundsvidenskabelige Fakultet, Syddansk Universitet.
Han blev cand.jur. i 1963 og fire år senere advokat. Han ville dog hellere forske og undervise, så i 1969 blev han amanuensis ved Handelshøjskolen i Aarhus og lektor i skatteret samme sted i 1972. I 1986 flyttede han til Handelshøjskole Syd, hvor han i 1995 blev udnævnt til professor i skatteret, og i 2003 blev han adjungeret professor ved Syddansk Universitet.
Fra 1987 var han medlem af en række udvalg nedsat af Skatteministeriet, heriblandt Retssikkerhedsudvalget, Personskatteudvalget, Afskrivningsudvalget og Sambeskatningsudvalget, og har således sat et stort præg på skattelovgivningen. Fra 1995 til 2001 var han formand for Ligningsrådet, hvor han ofte udlagde de komplicerede skatteregler i medierne på forståelig vis. 
Det fortsatte han med i årene efter, hvor han eksempelvis kommenterede Stephen Kinnocks skattesag. I 2011 karakteriserede han daværende skatteminister Troels Lund Poulsen som "en bralderbasse uden substans", og mente yderligere, at han var kendetegnet ved "store ord og store armsving med meget lidt realitet".
Fra 2001 til 2011 var han tilknyttet revisionsvirksomheden KPMG som skatteretlig rådgiver, og fra 2005 til 2008 var han formand for investeringsforeningen Sparinvest.